# Circuit Internacional de Buriram
El Circuit Internacional de Buriram, anomenat per raó de patrocini Chang International Circuit (en tailandès, ช้าง อินเตอร์เนชั่นแนล เซอร์กิต), és un circuit de curses situat a Buriram, a la zona d'Isaan, Tailàndia. Inaugurat a l'octubre del 2014, és el primer circuit amb grau 1 de la FIA i grau A de la FIM de Tailàndia.

## Història
El circuit ha acollit nombrosos esdeveniments internacionals d'automobilisme, com ara curses del campionat Super GT del Japó des del 2014, de les TCR International Series, TCR Asia Series, GT Asia Series, Porsche Carrera Cup Asia i WTCC des del 2015 i de l'Asian Le Mans Series des del 2016.
Pel que fa al motociclisme, Buriram ha estat seu de rondes del campionat del món de Superbike des del 2015 i del mundial de motociclisme des del 2018. El febrer de 2021, el contracte subscrit amb Dorna Sports per a organitzar-hi el Gran Premi de Tailàndia es va prorrogar fins al 2026.

### Superbike
La primera prova del Campionat del Món de Superbike mai celebrada a Tailàndia es va disputar a Buriram el 22 de març de 2015. Jonathan Rea en va guanyar les dues curses de Superbike i el tailandès Ratthapark Wilairot va guanyar la de Supersport.
El 12 de març de 2016 es va celebrar la segona edició de l'esdeveniment. Jonathan Rea en va tornar a guanyar la cursa 1 i Tom Sykes va guanyar la cursa 2. Jules Cluzel va guanyar la de Supersport. A la tercera edició, celebrada l'11 de març de 2017, Jonathan Rea va tornar a guanyar les dues curses, mentre que Federico Caricasulo va guanyar la de Supersport per davant del tailandès Decha Kraisart.